# ألفرد إي. فرانس
ألفرد إي. فرانس هو سياسي أمريكي، ولد في 5 يونيو 1927، وتوفي في 11 يوليو 2015. انتخب عضو مجلس نواب مينيسوتا ‏.